# Вільгельм Австрійський
Вільгельм Франц Карл Австрійський (нім. Wilhelm Franz Karl von Österreich; 21 квітня 1827, Відень ― 29 липня 1894, Баден) ― воєначальник, фельдмаршал Збройних сил Австро-Угорщини, ерцгерцог Австрійський, 57-й великий магістр Тевтонського ордена (1863–1894).

## Біографія

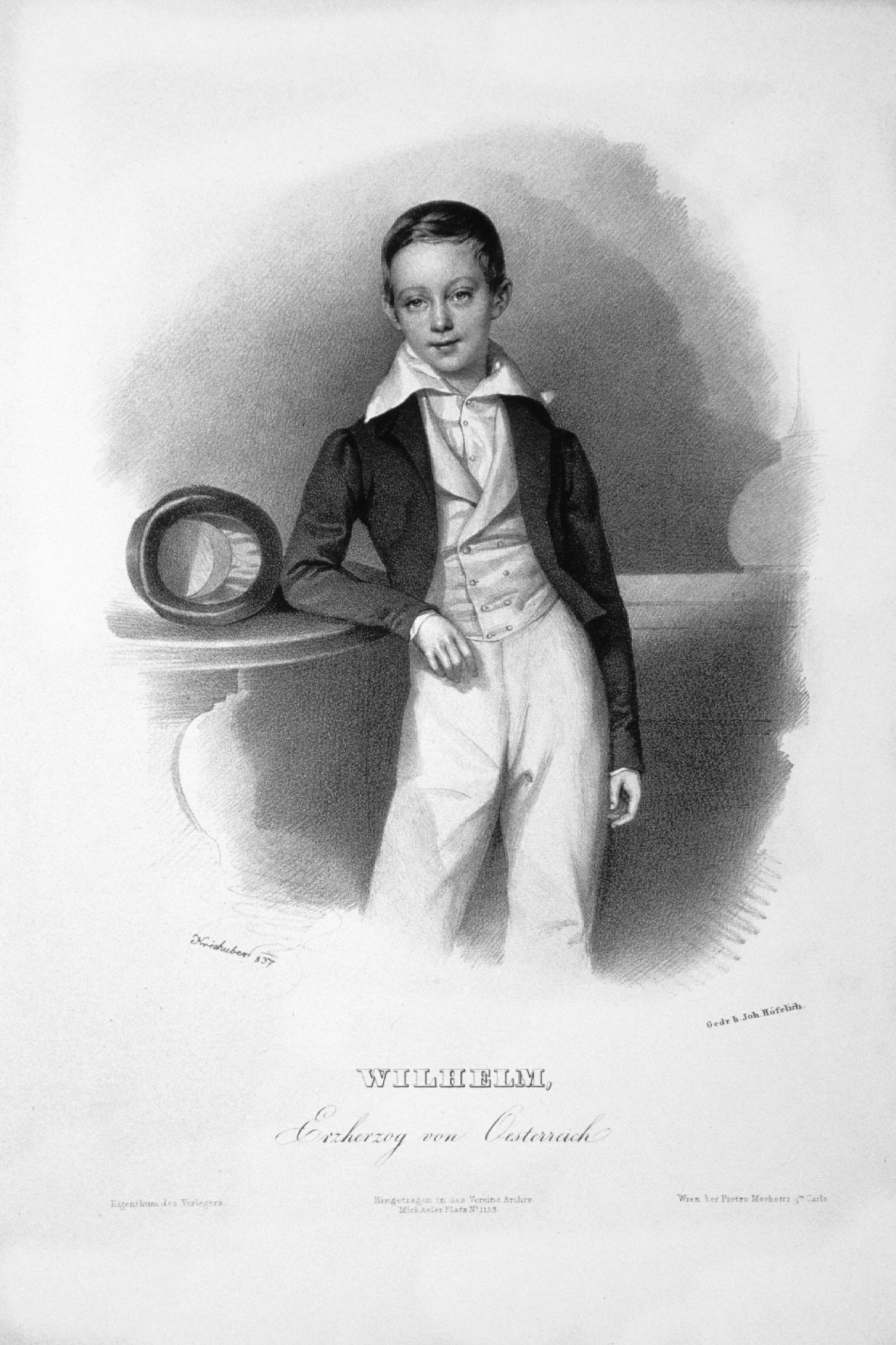
Ерцгерцог Вільгельм, літографія Йозефа Кригубера, 1837 рік

Представник роду Габсбургів. Четвертий син Карла, герцога Тешенського і Генрієтти Александріни Нассау-Вайльбурзької, внук імператора Священної Римської імперії Леопольда ІІ і Марії Луїзи Іспанської.
Вивчав політичні науки у Віденському університеті, був студентом Йозефа фон Кудлера.

### Військова кар'єра
З ранніх років готував себе до військової служби. Особливо його цікавила артилерія.
В 1842 р. вступив на службу. У цьому ж році, 1 серпня, став командувачем 12 піхотного полку, який з тих пір носив його ім'я.
В 1846 р. йому був присвоєний чин полковника піхоти. В наступному році — генерал-майора. В 1860 році став командуючим польової артилерії Ломбардо-Венеційського королівства, в 1862 — командувачем Майнцькою групою військ.
Учасник багатьох битв, в тому числі при Сольферино в 1859 та в битві під Садові в 1866 командував артилерією та був поранений.
В 1862 р. призначений губернатором фортеці в Майнці.
4 січня 1867 р. імператор підвищив Вільгельма до фельдмаршала Збройних сил Австро-Угорщини.
У 1867–1894 рр. був генеральним інспектором артилерії.
До своєї смерті був керівником наступних підрозділів:
- 12-й імператорсько-королівський піхотний полк (з 1842 р.);
- 3-й імператорсько-королівський польовий гаубичний полк (з 1854 р.);
- 4-й імператорсько-королівський піхотний полк (з 1863 р.);
- 1-й східно-прусський польовий артилерійський полк;
- 5-а російська кінна артилерійська батарея;

### Членство в Тевтонському ордені
В жовтні 1845 року Вільгельм Австрійський був прийнятий до Тевтонського ордена. У 1846 р. вибраний помічником великого магістра в ордені. З 1863 року після смерті ерцгерцога Максиміліана Австрійського очолив орден. Будучи магістром, сприяв організації Тевтонських польових госпіталів в австрійській армії.

### Особисте життя
Вільгельм був власником одного з перших палаців, побудованих на нещодавно збудованому Рінгштрассе у Відні. Теофіл ваг Гансен будував палац за дорученням ерцгерцога в 1864–1868 навпроти міського парку. У 1870 році Вільгельм продав палац Тевтонському ордену, але продовжував жити в ньому адже був Великим магістром ордену.
Захоплювався колекціонуванням, під час військової служби зібрав велику колекцію нагород Габсбурзької монархії. Був одним із ініцаторів створення Віденського військово-історичного музею. Зібрав багато експонатів для наповнення музею.
В особистому житті ерцгерцог Австрійський, незважаючи на обітниці, дані при вступі в орден, в числі іншого, безшлюбності, був заможним, брав участь в світському житті. Багато і вдало грав на біржі, що приносило йому істотний дохід. Жив за рахунок успішної діяльності на фондовому ринку і від продажу цінних паперів. Любив бали і верхову їзду. Його численні зв'язки з жінками були причиною багатьох чуток.
Внаслідок роману з актрисою Марією Лутц в 1860 р. в них народився син Карл Борромеус Ротт.

### Смерть
29 липня 1894 р. під час однієї з верхових поїздок ерцгерцог вирішив привчити коня до шуму нового паровоза. Їзда уздовж залізничної лінії закінчилася тим, що переляканий кінь скинув наїзника. В результаті падіння Вільгельм Австрійський отримав важкі поранення і в той же день помер.
Похований у Відні в Імператорському склепі Церкви  Капуцинів,  родовій усипальниці Габсбургів.

## Пам'ять
Після смерті Вільгельма його ім'ям був названий 3-й полк фортечної артилерії у Граці.
Йоганн Штраус в 1854 році присвятив ерцгерцогу марш на честь одужання.
На честь Вільгельма Австрійського, від імені його племінника і спадкоємця Євгена Австрійського (якому тоді було менше року) в Вайкерсдорфі (Баден) встановлена пам'ятна колона.
У 1896 році в Леопольдштадті, біля Пратера, була побудована артилерійська казарма, названа ім'ям ерцгерцога Вільгельма. Проте, до 2005 року останню будівлю казарм було знесено, а місце забудовано житловими будинками.
Оглядова вежа, побудована на вершині гори Аннінгер в 1887 році названа Вільгельмсварте, в честь ерцгерцога.

## Нагороди
- Австрійський Імператорський орден Леопольда з військовим оздобленням;
- Хрест «За військові заслуги» з військовим оздобленням (Австро-Угорщина);

- Орден Чорного орла (Королівство Пруссія);

- Орден Червоного орла 1-го ступеня (Королівство Пруссія);
- Орден Андрія Первозванного з мечами (7 серпня 1872, Російська імперія);[3]
- Орден Святого Олександра Невського (Російська імперія);